# Zamach w Nicei
Zamach w Nicei – atak terrorystyczny przeprowadzony 14 lipca 2016 w Nicei. Zamachowiec kierując skradzioną ciężarówkę potrącił osoby spacerujące po Promenadzie Anglików (Promenade des Anglais). W wyniku zamachu zginęło 87 osób (w tym zamachowiec), a ponad 200 osób zostało rannych (w tym 52 przebywały na oddziałach intensywnej opieki medycznej).

## Przebieg

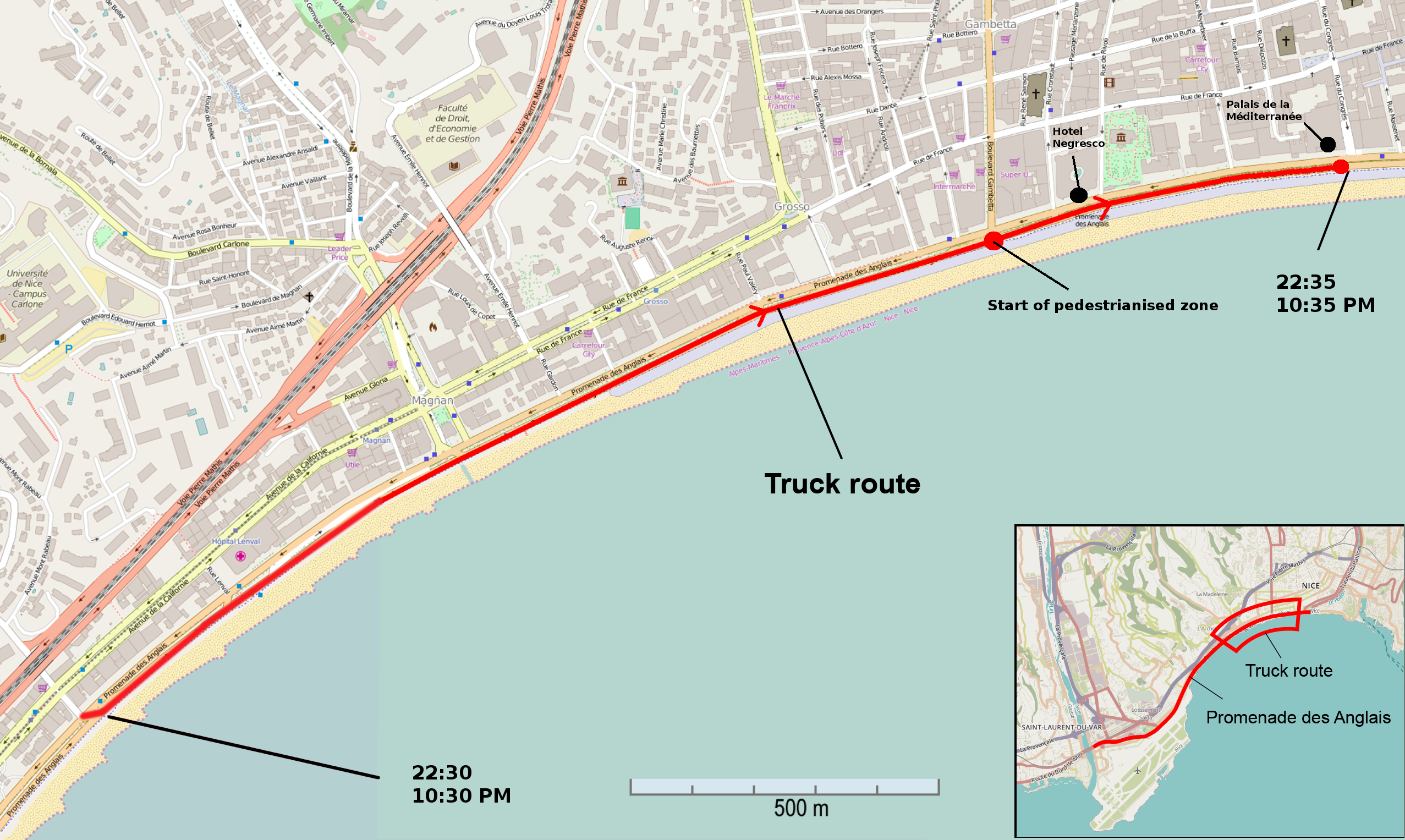
Trasa przejazdu zamachowca

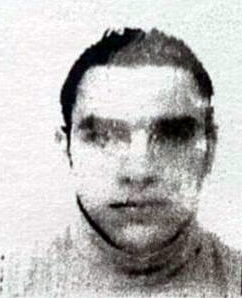
Mohamed Lahouaiej Bouhlel, sprawca masakry

Podczas obchodów Dnia Bastylii, po końcowym pokazie sztucznych ognii, ok. godziny 22:40 w pobliżu szpitala Lenval ciężarówka Renault Midlum prowadzona przez zamachowca staranowała bariery i wjechała w tłum ludzi.
Samochodem kierował 31-letni obywatel Tunezji, posiadający kartę stałego pobytu i pozwolenie na pracę we Francji, Mohamed Lahouaiej Bouhlel. Celowo potrącał znajdujących się na promenadzie ludzi. Po pokonaniu ok. 1,8 kilometra, w pobliżu hotelu Palais de la Méditerranée doszło do strzelaniny, w wyniku której zamachowiec został zastrzelony przez policję. W samochodzie sprawcy znaleziono broń oraz atrapy broni palnej.
Tuż po zamachu pobliski hotel Negresco został zamieniony w tymczasowy szpital polowy.

## Ofiary
| Obywatelstwo      | Zabici | Ranni | Źródła |
| ----------------- | ------ | ----- | ------ |
| Francja           | 39     |       | [ 9 ]  |
| Włochy            | 5      | 4     | [ 10 ] |
| Algieria          | 5      |       | [ 11 ] |
| Maroko            | 4      | 1     | [ 12 ] |
| Kazachstan        | 4      |       | [ 13 ] |
| Tunezja           | 4      |       | [ 11 ] |
| Niemcy            | 3      | 2     | [ 14 ] |
| Stany Zjednoczone | 3      |       | [ 15 ] |
| Szwajcaria        | 3      |       | [ 15 ] |
| Estonia           | 2      | 4     | [ 16 ] |
| Madagaskar        | 2      | 4     |        |
| Brazylia          | 2      | 3     | [ 17 ] |
| Rosja             | 2      | 3     | [ 18 ] |
| Polska            | 2      |       | [ 19 ] |
| Rumunia           | 1      | 4     | [ 20 ] |
| Ukraina           | 1      | 2     | [ 21 ] |
| Armenia           | 1      |       | [ 15 ] |
| Belgia            | 1      |       | [ 13 ] |
| Gruzja            | 1      |       |        |
| Australia         |        | 3     | [ 22 ] |
| Chiny             |        | 2     | [ 23 ] |
| Portugalia        |        | 1     | [ 24 ] |
| Czechy            |        | 1     | [ 25 ] |
| Irlandia          |        | 1     | [ 26 ] |
| Łącznie           | 87     | 202   | [ 15 ] |

## Reakcje
Po zamachu w Nicei rząd Francji ogłosił na terenie całego kraju 3-dniową żałobę narodową, a także przedłużono stan wyjątkowy o dodatkowe 3 miesiące. Przed ambasadą Francji w Warszawie przy ulicy Pięknej mieszkańcy składali kwiaty, zapalali znicze i wpisywali się do księgi kondolencyjnej, oddając hołd ofiarom.

### Organizacje międzynarodowe
- Unia Europejska – Przewodniczący Rady Europejskiej Donald Tusk zamieścił wpis na Twitterze. Napisał tam, że tragicznym paradoksem było to, że przedmiotem ataku w Nicei byli ludzie świętujący wolność, równość i braterstwo[28]. Martin Schulz zapewnił, że walka z terroryzmem nie ustanie w Europie, we Francji i na całym świecie[29].
- Organizacja Narodów Zjednoczonych – Sekretarz Generalny ONZ Ban Ki-moon podkreślił potrzebę zintensyfikowania wysiłków regionalnych i międzynarodowych mających na celu zwalczanie terroryzmu i brutalnego ekstremizmu[30].
- NATO – Sekretarz Generalny NATO Jens Stoltenberg wydał oświadczenie potępiające zamachy w Nicei[29].

Ten atak był wymierzony w niewinnych ludzi i podstawowe wartości, na których opiera się NATO

- Organizacja Współpracy Islamskiej – Sekretarz Generalny OIC Iyad Madani potępił atak, nazywając go „obrazą dla ludzkości, oraz wszystkich wartości moralnych i humanitarnych”[31].
- ASEAN – Sekretarz Stowarzyszenia Narodów Azji Południowo-Wschodniej (ASEAN) wraz z NATO, oraz szefami instytucji unijnych potępili we wspólnym oświadczeniu w piątek zamach terrorystyczny, do jakiego doszło w Nicei, na południu Francji. Zapewnili, że chcą wspólnie walczyć z plagą terroryzmu[29].
- Liga Państw Arabskich – atak potępili rzecznik Sekretarza Generalnego Ligi Państw Arabskich wraz z szefem ligi arabskiej, Ahmadem Abu al-Ghajt’im[31][32].

### Państwa
- Wielka Brytania – Brytyjska premier Theresa May potępiła zamach w Nicei, mówiąc, że konieczne jest „podwojenie wysiłków, aby pokonać brutalnych morderców, którzy chcą zniszczyć nasz styl życia”. Z kolei burmistrz Londynu Sadiq Khan nazwał ataki „złymi i tchórzliwymi”[33].
- Polska – Premier Beata Szydło złożyła kondolencje wszystkim rodzinom ofiar zamachu w Nicei. – Zrobimy wszystko, żeby powstrzymać to szaleństwo terroryzmu, które przetacza się przez Europę – dodała szefowa rządu. Prezydent Andrzej Duda złożył kwiaty pod ambasadą Francji oraz wysłał depeszę kondolencyjną[34][35][36].
- Watykan – Papież Franciszek wyraził „głęboki żal i swoją duchową bliskość do francuskiego ludu”, powierzając zmarłych miłosierdziu Bożym i łącząc się w bólu z rodzinami w żałobie[37].